# 비셰그라드성

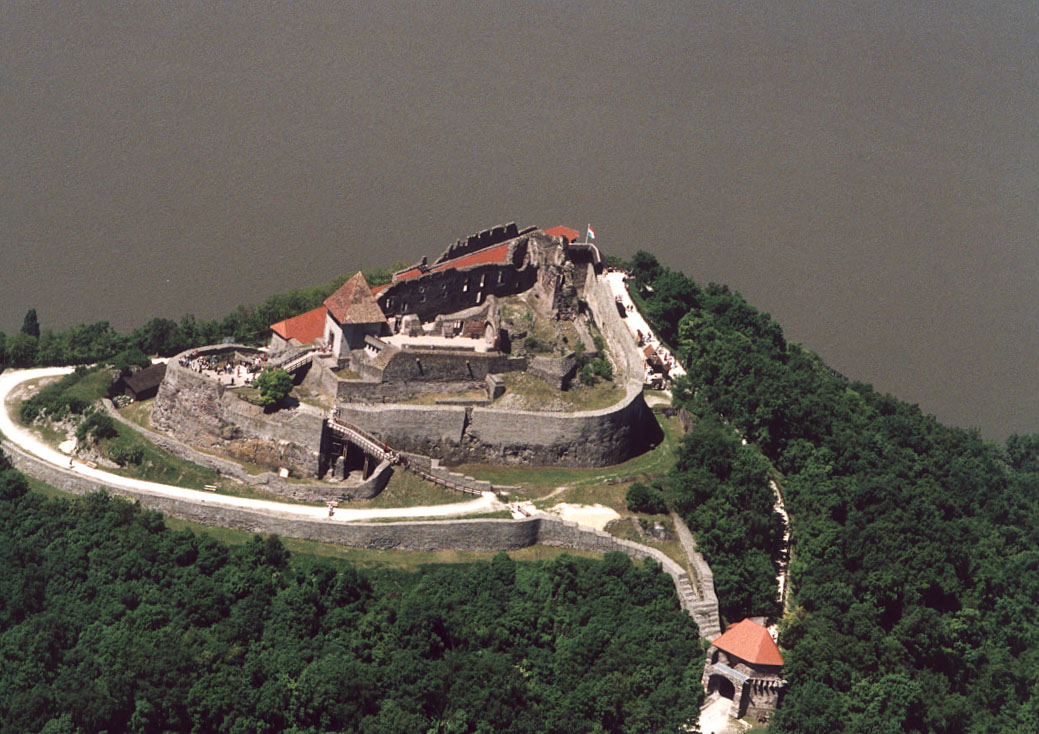
비셰그라드성

비셰그라드성(헝가리어: Visegrádi vár)은 헝가리 페슈트주 비셰그라드에 있는 성이다. 중세 시대 헝가리 왕들의 가장 부유한 궁전 중 하나였다. 정치적, 군사적 중요성을 지닌 성으로, 17세기 말까지 그 역할을 유지했다. 성은 하부 성과 성채(시타델) 두 부분으로 이루어져 있다. 하부 성의 일부는 주요 도로 11번 바로 옆에 위치해 있으며, 파노라마 도로(보조 도로 116번)를 통해 성채에 접근하거나 관광 코스를 따라 도보로 접근할 수 있다.